# Essert-Romand
Essert-Romand é uma comuna francesa na região administrativa de Auvérnia-Ródano-Alpes, no departamento da Alta Saboia. Estende-se por uma área de 6.78 km². Em 2010 a comuna tinha 519 habitantes (densidade: 76,5 hab./km²).